# Prekopa (Słowenia)
Prekopa – wieś w Słowenii, w gminie Vransko. W 2018 roku liczyła 270 mieszkańców.